# Schweizer Eishockeymeisterschaft 1936/37
Die Saison 1936/37 war die 27. reguläre Austragung der Schweizer Eishockeymeisterschaft. Meister wurde der HC Davos.

## Hauptrunde

### Serie West
| Pl. | Team              | Sp. | S | U | N | Pkt. |
| --- | ----------------- | --- | - | - | - | ---- |
| 1.  | SC Bern           | 4   | 3 | 0 | 1 | 6    |
| 2.  | EHC Basel         | 4   | 3 | 0 | 1 | 6    |
| 3.  | HC Chateaux-d'Oex | 4   | 0 | 0 | 4 | 0    |

### Serie Ost
| Pl. | Team           | Sp. | S | U | N | Pkt. |
| --- | -------------- | --- | - | - | - | ---- |
| 1.  | HC Davos       | 2   | 2 | 0 | 0 | 4    |
| 2.  | EHC St. Moritz | 2   | 0 | 0 | 2 | 0    |

### Serie Zentral
| Pl. | Team                    | Sp. | S | U | N | Pkt. |
| --- | ----------------------- | --- | - | - | - | ---- |
| 1.  | Zürcher SC              | 4   | 4 | 0 | 0 | 8    |
| 2.  | Grasshopper-Club Zürich | 4   | 1 | 1 | 2 | 3    |
| 3.  | Akademischer EHC Zürich | 4   | 0 | 1 | 3 | 1    |

## Finalrunde
| Pl. | Team       | Sp. | S | U | N | Pkt. |
| --- | ---------- | --- | - | - | - | ---- |
| 1.  | HC Davos   | 2   | 2 | 0 | 0 | 4    |
| 2.  | Zürcher SC | 2   | 1 | 0 | 1 | 2    |
| 3.  | SC Bern    | 2   | 0 | 0 | 2 | 0    |